# Битва за Католе
Битва за Католе — сражение, произошедшее 4 сентября 1681 года между с одной стороны войсками Португальской колониальной империи, находившимися под командованием Луиша Лопиша ди Секейры, и с другой стороны - армией королевства Матамба в районе Католе (в настоящее время расположено в Анголе). Одно из наиболее крупномасштабных сражений в XVII веке.

## Предпосылки
Государство Матамба или королевство Матамба и Ндонго, находилось в восточных районах современной Анголы. Основано королевой Нзингой Мбанди Нголой, принявшей участие в ряде вооружённых конфликтов, в 1631 году в результате захвата территории вассального королевства баконго. Во второй половине XVII века Нинга Мбанди Нгола вела военные действия против португальских колонизаторов в Анголе с целью установления власти над ранее утраченными землями и недопущения превращения народа амбунду, к которому она принадлежала, в рабов. К 1657 году в руках Нзинги уже находилась столица её королевства, войнам на территории Анголы, к её счастью, был положен конец. После её смерти в 1663 году в государстве Матамба, при создании которого Нзинга испытала значительные трудности, начались междоусобицы. В 1680 году войска под командованием племянника Нзинги Франсиску Гутериша Нголы Канини разгромили мятежников, и Франсиску был провозглашён королём.

## Повод к войне
В 1681 году воинские формирования, находившиеся под командованием Франсиско, вторглись на территорию королевства ангольских воинов имбангала Касанже с целью свержения его правителя и прихода к власти ставленника Франсиско. В ходе военных действий войсками Франсиско был захвачен ряд работорговцев-афропортугальцев, или помбейрош и казнён глава государства. Португальцы, желавшие ликвидации Матамбы как государства, были озлоблены поступком Франсиско. С территории Португальской Западной Африки выступили войска под командованием Луиша Лопиша ди Секейры, одержавшего 29 октября 1665 года победу в ходе битвы при Амбуиле, с целью окончательного уничтожения королевства Матамба.

## Ход сражения
4 сентября 1681 года, после трёхдневного марша от королевского дворца, армия Секейры вступила в Католе. Численность занявших Католе войск составляла 10 тыс. человек, также с собой Секейра привёл ряд лошадей, ведение военных действий на которых в Центральной Африке никогда до тех пор не велось. Встреча воинских формирований Секейры и Франсиско произошла до рассвета. В ходе сражения командующие обеими армиями были убиты. Войска королевства Матамбы отступили, португальцам же удалось удержать в руках ранее занятые позиции, что позволило им одержать тактическую победу.

## Последствия
Несмотря на начало военных действий, не являвшееся никогда приоритетом для португальцев, последние понесли серьёзные потери, захват столицы королевства Матамба был отложен. После свёртывания португальцами лагеря в районе Католе, бывшего разбитым в течение 30 дней, их войска, а также воинские формирования африканцев, находившихся на их стороне, под командованием Жуана Антониу ди Бриту отступили в Мбаку.